# Djurholm, Brändö
Djurholm är en ö i Brändö by i Brändö kommun på Åland. Djurholm är via vägbank förbunden söderut med ön Brändö och via bro och vägbank norrut med Nötö örarna. Här finns ett gammalt färjefäste. I augusti firas Forneldarnas natt på Djurholm.